# موسى بن مصعب
موسى بن مصعب الخثعمي (- 7 شوال 168 هـ/ 785م) قائد عباسي، ووالي الجزيرة والموصل ومصر.

## سيرته
هو موسى بن مصعب بن الربيع مولى قبيلة خثعم، وكان ابن مصعب بن ربيع، حاجب الخليفة الأموي الأخير مروان بن محمد.
ولاه أبو جعفر المنصور على الجزيرة والموصل. وأثناء وجوده هناك، قام بسن سياسات ضريبية صارمة أدت إلى اضطرابات واسعة، فعزله المنصور، وأعاده الخليفة المهدي إلى نفس المنصب في 783-784م/ 167 هـ، حيث قام بتوسيع المسجد الجامع في الموصل.
في عام 784م/7 ذي الحجة 167 هـ ولاه المهدي على مصر بعد عزل إبراهيم بن صالح على الصلاة والخراج، وأمره الخليفة بمصادرة إبراهيم بن صالح، فصادره وأخذ منه ومن عماله ثلاثمائة ألف دينار، ثم أمر إبراهيم بالمسير إلى بغداد فسار إليها. وحارب دحية بن مصعب الأموي ببلاد الصعيد.
وجعل على شرطته عسامة بن عمرو، وكان موسى يتشدد على الناس في استخراج الخراج وزاد على كل فدان ضعف ما كان، وارتشى في الأحكام، ثم ضرب الضرائب على أهل الأسواق وعلى الدواب، فثارت عليه قيس واليمانية وكاتبوا أهل مصر فاتفقوا عليه. فخرج موسى في جميع جيوش مصر لقتال قيس واليمانية فلما التقوا تركه الجنود بمفرده، فقُتِل ولم يدافع عنه أحد من أهل مصر. وكان قتله في 7 شوال 168 هـ، فكانت ولايته على مصر عشرة أشهر، وولي بعده عسامة بن عمرو وكان موسى استخلفه بعد خروجه للقتال.
يقول ابن تغري: «كان موسى هذا من شر ملوك مصر كان ظالمًا غاشمًا سمعه الليث بن سعد يقرأ في خطبته: إنا أعتدنا، ومن غريب الاتفاق: أن موسى بن كعب أمير مصر لما عزله أبو جعفر المنصور عن إمرة مصر بمحمد بن الأشعث كتب إليه: إني قد عزلتك لا لسخط ولكن بلغني أن غلامًا يقتل بمصر من أمرائها يقال له موسى فكرهت أن تكونه فأخذ موسى كلام المنصور لغرض».